# Evangelische Kirche Brokstedt
Die Evangelische Kirche Brokstedt ist ein Kirchengebäude in Brokstedt im Kreis Steinburg. Die neugotische Saalkirche in Kreuzform mit
halbrunder Apsis wurde ab 1899 nach Plänen des Hamburger Architekten Hugo Groothoff gebaut.
Stilistisch ähnelt die Brokstedter Kirche den zuvor von Groothoff geplanten Kirchen in Aukrug-Innien und Wankendorf. Auch die Abmessungen und Proportionierungen sind bei den von ihm danach realisierten ländlichen Kirchenbauten in Hamburg-Eidelstedt und Hennstedt in etwa gleich.
Die Kirchengemeinde Brokstedt wurde 1899 gegründet und je zur Hälfte aus den Kirchspielen Bad Bramstedt und Kellinghusen ausgegliedert. Zur Gemeinde gehören ca. 2200 Gemeindeglieder aus 7 Dörfern. Die Kirche ist mit einer Paschenorgel (zwei Manuale, Vollpedal, zwölf Register) ausgestattet und befindet sich im Ortskern der Gemeinde.